# 克丘亞人
克丘亞人（Quechua people），又稱奇楚亞人，是主要分布在南美洲的祕魯、厄瓜多、玻利維亞，次要分布在智利、哥倫比亞及阿根廷境內的原住民，使用克丘亞語，信仰天主教及安地斯當地傳統宗教，是印加帝國的最直接後裔。

## 民族分佈、人口與語言

### 民族分佈與人口
克丘亞人至今仍住在以往印加帝國的統治領域內，主要分布於祕魯、玻利維亞及厄瓜多，而部分分布於哥倫比亞、智利及阿根廷，這些地區的地理狀態非常不同，例如在山谷中有適合畜牧業生產的肥沃土壤以及充沛水資源，但大部分的克丘亞人都居住在貧瘠的安地斯山脈中部。

### 語言

克丘亞語各方言分布圖

克丘亞人使用克丘亞語，屬於克丘亞語系下的語言，流通於阿根廷、玻利維亞、智利、厄瓜多、秘魯，為祕魯、厄瓜多及玻利維亞的官方語言，目前有46種方言，有些克丘亞語的方言非常的不同以至於使用這些語言的人無法互相溝通，克丘亞人稱克丘亞語為Runa simi，runa意為「人」，simi意為「語」，儘管它為數個國家的官方語言，但因為整體社會狀況對於克丘亞語言使用者不利，因此造成語言的使用意願低落，聯合國教科文組織將克丘亞語視為瀕臨危險的語言。

現代認為克丘亞語約於西元前2600年左右起源於秘魯的卡拉爾（Caral）地區。印加皇帝將它作為官方語言，而它也隨著印加帝國在十四世紀的擴張成了祕魯地區的通用語言，到了十六世紀西班牙征服者的時代，克丘亞語則已擴及南美洲各處，在印加帝國之後，由於天主教教會選擇克丘亞語作為向安地斯山脈地區的美洲原住民傳教的語言，使得它的使用地區超出了原本印加帝國的範圍，更加普及。

奇楚瓦語約有三分之一的詞彙與艾瑪拉語近似，因此有人主張奇楚瓦語與艾瑪拉語屬於一個更大的克丘馬拉（Quechumaran）語系，但是這個主張仍有爭議。雖然奇楚瓦語與艾瑪拉語有許多同源詞，但是兩者的詞綴系統卻沒什麼關係，因此兩者之間的相似性可能是由於長期接觸造成的，而不是因為有相同的起源。

在西班牙征服者帶來拉丁字母之前，奇楚瓦語沒有書寫的文字，而是以一種叫奇普的結繩記事工具來記事，奇普在克丘亞語裡就是繩結的意思。

|        | 唇音 | 齒齦音 | 硬顎音 | 軟顎音 | 小舌音 | 聲門音 |
| ------ | ---- | ------ | ------ | ------ | ------ | ------ |
| 塞音   | p    | t      | ch     | k      | q      |        |
| 擦音   |      | s      |        |        | x      | h      |
| 邊音   |      | l      | ll     |        |        |        |
| 顫音   |      | r      |        |        |        |        |
| 鼻音   | m    | n      | ñ      |        |        |        |
| 半元音 | w    |        | y      |        |        |        |

## 地理環境

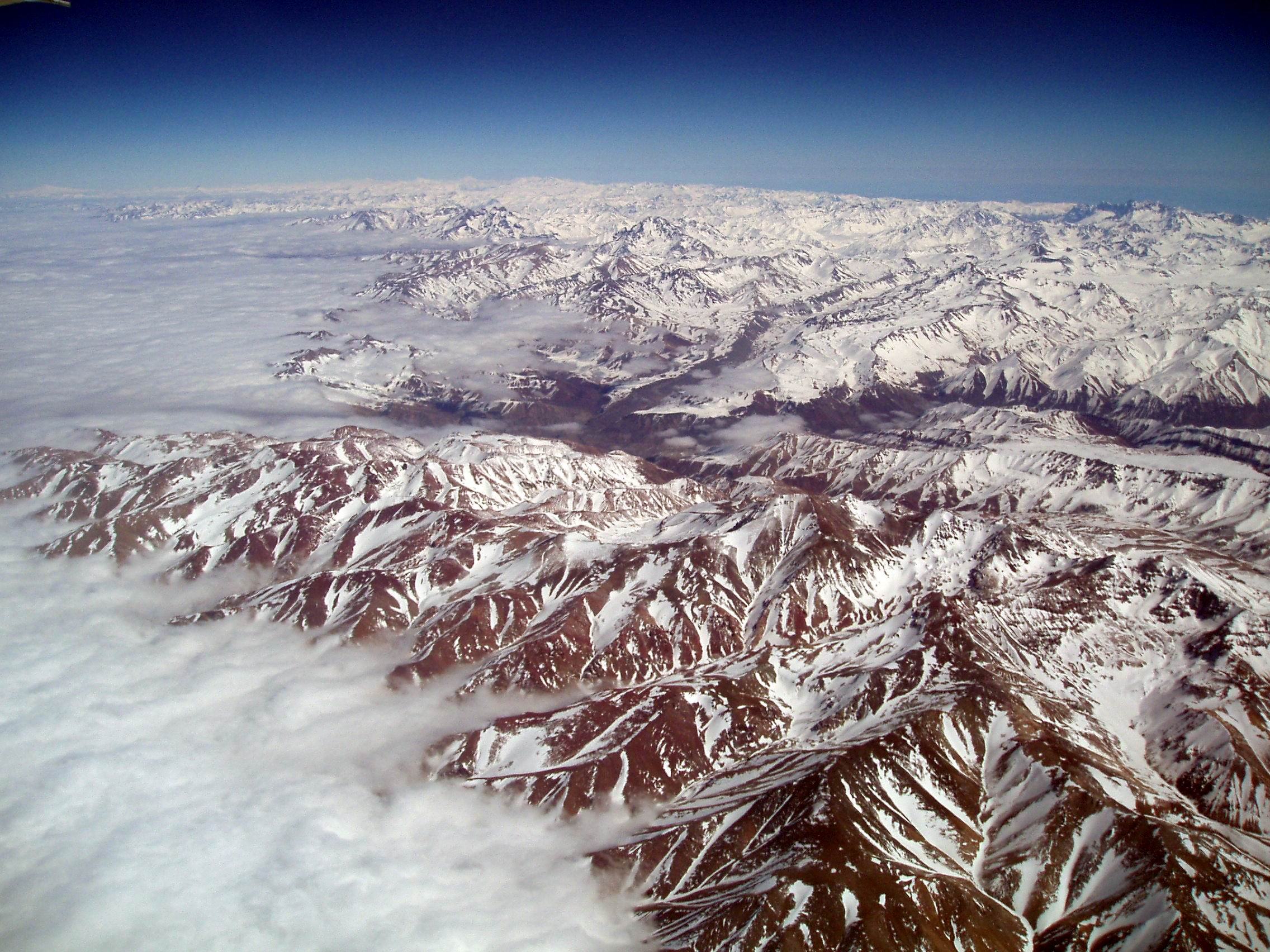
安地斯山脈

克丘亞人至今仍居住在他們的祖先——印加帝國舊時的統治領域內，他們主要分布在南美洲的祕魯、厄瓜多、玻利維亞，次要分布在智利、哥倫比亞及阿根廷境內，他們依傍安地斯山脈而居。

南美洲是一個溫暖且濕潤的大陸，以夏雨為主，冬無嚴寒，夏無酷暑，農業生產潛力很大。全洲除山地外，最冷月平均氣溫均在0℃以上，南回歸線以北熱帶地區則超過20℃。最熱月平均氣溫在南緯40°以南為 8～20℃，南回歸線以北為24～28℃。由於四面環海，各地氣溫的年溫差很小，大陸性並不顯著。

## 歷史沿革

### 印加帝國時期

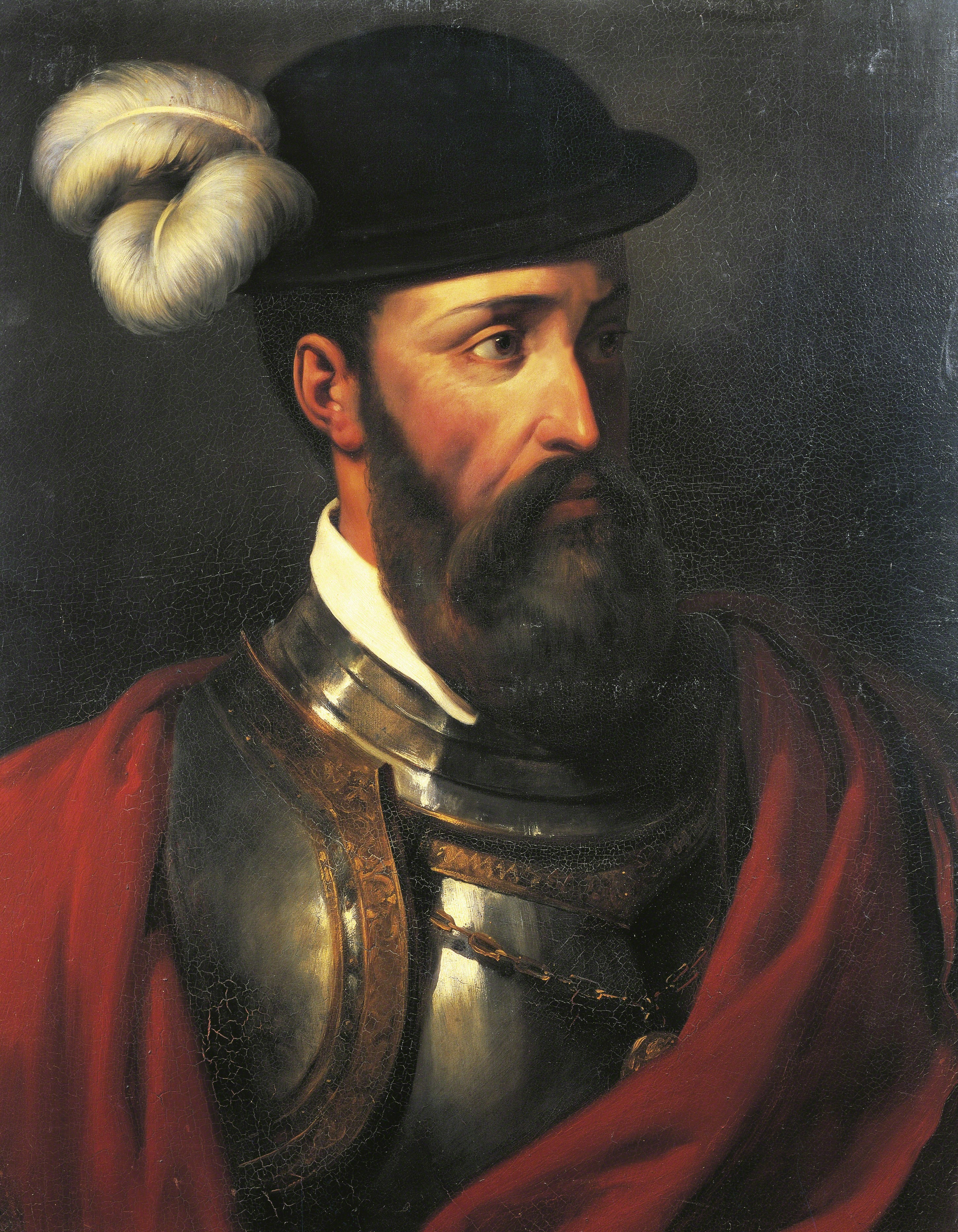
弗朗西斯科·皮薩羅

印加人祖先生活在秘魯的高原地區，後來遷徙到庫斯科（克丘亞語：Qosqo，意思是肚臍），建立了庫斯科王國，此國在1438年發展為印加帝國（克丘亞語：Tawantinsuyu，意為「四方之地」，或是「四地之盟」），並在1438年到1533年間，運用了從武力征服，到和平同化等方法，征服了各地近1000萬的印第安人，使得印加帝國的版圖幾乎涵蓋了整個南美洲西部（地跨秘魯、厄瓜多、哥倫比亞、玻利維亞、智利、阿根廷），是一個幅員遼闊的南美洲印第安人帝國，印加帝國的君主稱薩帕·印卡，意為「獨一無二的君主」，更被印加人當作「太陽的兒子」。

### 西班牙殖民時期
印加帝國的國力在君主瓦伊納·卡帕克統治期間達到頂峰。1526年，西班牙征服者弗朗西斯科·皮薩羅帶領一支有168人的軍隊從巴拿馬南下，發現了印加帝國。1529年，在瓦伊納·卡帕克感染天花而意外去世後，兩位繼承人選瓦斯卡爾與阿塔瓦爾帕為了爭奪王位，而爆發血腥內戰，大大地削弱了印加帝國的實力；1533年，西班牙人施計殺掉了贏得內戰的阿塔瓦爾帕，皮薩羅的軍隊與數十萬名土著盟軍成功將印加征服，印加帝國滅亡，淪為西班牙帝國的殖民地。
殖民者用暴力推行各種奴役制度，強迫印第安人在種植園或礦場作無償勞動，大肆掠奪南美洲的土地和金銀財富；印第安人的家園被破壞，古文明發展結晶遭到嚴重的摧殘，人口也由於各種迫害及殖民者帶入的疾病而銳減。而為了補充勞動力的不足，殖民者又從非洲販入大量黑奴。殖民國在南美洲實行重商主義政策，強迫人民專門生產少數幾種能在國際市場牟取暴利的農礦產品，形成單一產品制，導致當地社會結構、經濟的畸形發展。西班牙、葡萄牙等殖民宗主國的社會制度、風俗習慣、宗教信仰以及文化傳統，隨移民傳播至南美各地，西、葡語也逐漸取代當地印第安語言，成為普遍使用的正式語言。
而為了爭取自由及故鄉解放，南美洲人民對殖民政府進行了長期的抗爭運動，到18世紀後期，殖民國竭力維護的不平等政策日益成為社會發展的最大障礙，使得南美洲人民走上拉丁美洲獨立戰爭的道路。1810年，武裝起義烈火燃遍整個南美洲，經過十多年奮戰終於推翻了殖民統治，到1826年，相繼建立起10個獨立國家，只有圭亞那等少數地區尚處在英、法、荷殖民統治。

### 獨立前期
獨立後，土生白人地主階級掌握了多數國家的政權，實行獨裁統治，企圖維護舊有的莊園土地所有制和封建制度繼續剝削人民，經濟發展極其緩慢；而英、美等國則乘虛而入，將南美洲各國變成其原料供應地、傾銷商品及輸出資本的場所。特別是19世紀末崛起的美國，憑著經濟實力和優良的地理位置，排擠其他國家在南美洲的勢力，成為新霸主。
南美洲人民以反帝國主義、反殖民主義的口號，進行了長期的鬥爭；第二次世界大戰以後，鬥爭日益深入和廣泛。南美國家帶頭發起反對大國海洋霸權的抗爭，掀起了以收回民族資源為主要訴求的國有化浪潮，積極推行地區經濟一體化，爭取建立國際經濟新秩序，在發展民族經濟方面取得了很大成就。

## 社會、家庭與婚姻

### 家庭

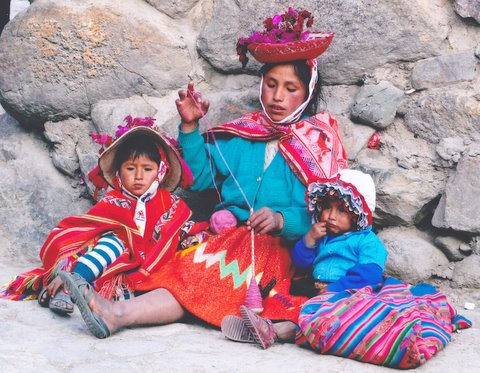
克丘亞婦女與孩童

克丘亞的社會基礎為家庭，通常家庭中會有幾位手足及他們的配偶，而這種擴展家庭（extended family）形成一種既分離卻又親密的關係，他們會一起做重大決策及一同在土地上從事農業勞動，但也會各自擁有各自的畜群。

孩童在克丘亞社會中占很重要的角色，克丘亞孩童在非常年幼的年紀就必須參與經濟生產及家庭事務，他們被期待能夠在成年後帶給雙親經濟上的保障，克丘亞人認為最理想的家庭會擁有三到四位的孩子，然而由於沒有節育的管道，因此一個家庭有超過十個孩子是很常見的現象，大致而言，男孩會受到較高度的重視，因為他們未來的經濟潛力較大。

由於克丘亞女性比較沒有接受正規教育的機會，以至於她們沒有在社會政治場域得到重要話語權，因此她們通常在社會中扮演從屬的角色，更被排除在獲利較高的生產活動之外；反之在家庭中，婦女在家計及孩童教養方面的發言權便比較高，而在農業及家務勞動方面，克丘亞社會則顯現出極為分明的性別分工。

### 婚姻
男女雙方的結合在克丘亞社會中需要經過一系列長期的儀式及過程，大部分未婚的青年男女都是在社會節慶中結識，當一對年輕戀人決定要步入婚姻時，準新郎的家屬便會前去拜訪準新娘的家，討論婚禮事宜以及雙方該為這場婚禮各付出多少財產，而這整個過程準新郎都不會參與，在正式的訂婚日男女雙方必須交換天主教的念珠，在婚禮當天，新娘將會離開她的原生家庭並成為男方家庭的一員，祈求婚後多產等慶祝儀式也會在這天舉辦。

### 教育
在祕魯地區的克丘亞人的教育程度遠低於都市人口的教育程度，而這是因為克丘亞孩童在家庭事務及農業生產上是重要的勞力來源，因此他們通常傾向留在家中幫忙勞務而不是到學校接受正規教育，而當地學校教育政策都是以應試教育為基礎，而不是訓練學生的解決問題能力，學校及老師方也並不特別鼓勵學生在各方面有積極的表現，另外，由於學校教育通常是透過西班牙語來傳遞，因此這也是間接造成克丘亞語世代傳承的危機。

## 產業與生活

### 產業

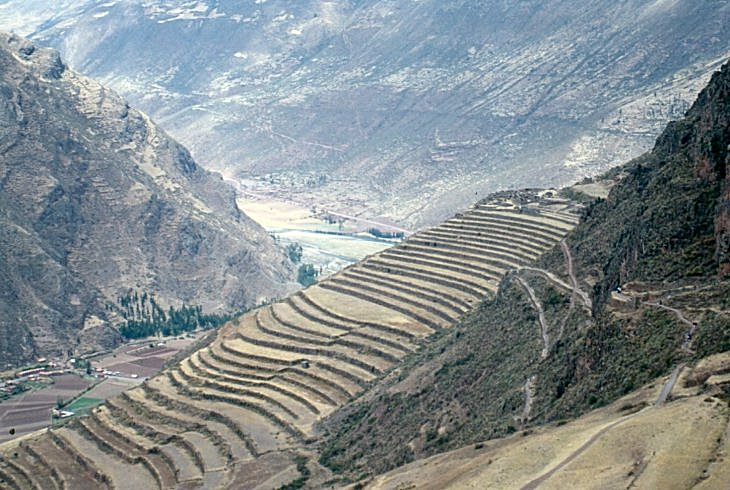
印加梯田

傳統上，克丘亞族的民族認同傾向當地化，但他們都與已建立的經濟系統緊密連結。他們在海拔較低的地區從事農業，在祕魯普納海拔較高的地方從事畜牧業，安地斯社會分布的海拔高度很廣，所以他們培植的可食作物及牲畜非常多元，他們通常一同進行生產活動，並實行年度的財產再分配制度。

多數克丘亞人以農耕及畜牧為業，他們種植能夠在高原環境中生存的玉米、馬鈴薯、雜糧，而他們至今仍沿用印加時期的梯田耕法，而由於這些勞力密集產業消耗掉克丘亞人相當多的時間，因此他們並沒有甚麼其餘的時間去進行其他經濟活動。

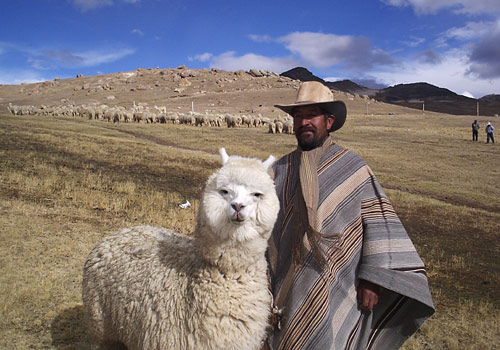
印地安人與羊駝

克丘亞人有畜養羊駝及駱馬的傳統，其中羊駝在當地被稱為流動的黃金，耐寒又耐熱的羊駝，在高海拔的高山有很好的適應能力，它們早在印加帝國時期就已經出現，據推測已被人類馴養有六千年以上，傳統上克丘亞人利用羊駝來做馱役工作，例如載重、背貨等，並利用它禦寒作用良好的皮毛來製作衣飾，多數的羊駝與印地安人一樣，在歷史演化到近代，幾乎都消失，全世界所剩的羊駝數量並不多，在南美洲大約剩兩三百萬頭，可說是相當珍貴，近年來，人們看上羊駝的駝毛經濟價值以及觀賞價值，逐漸開始馴養，羊駝的數量因此逐漸增加。

貿易在克丘亞村落之間有著高度的發展，他們除了交易農作物之外，更會交易肉品、布匹等其他生活用品，而在大部分的村落中，每個禮拜都會有一次市集，而這個市集扮演著社會資源交換的重要角色。
儘管克丘亞族內部的族群分支相當多元、衍生出的方言也相當多樣，但他們仍擁有許多共同的文化表徵，一些其他民族例如艾馬拉人及其他居住在安地斯山脈中部的當地原住民也共同享有這些文化表徵。

### 生命儀禮
克丘亞人生命的重要轉折點，例如出生、成年禮、葬禮都以融合天主教及原住民傳統宗教的儀式來度過。

### 傳統服飾

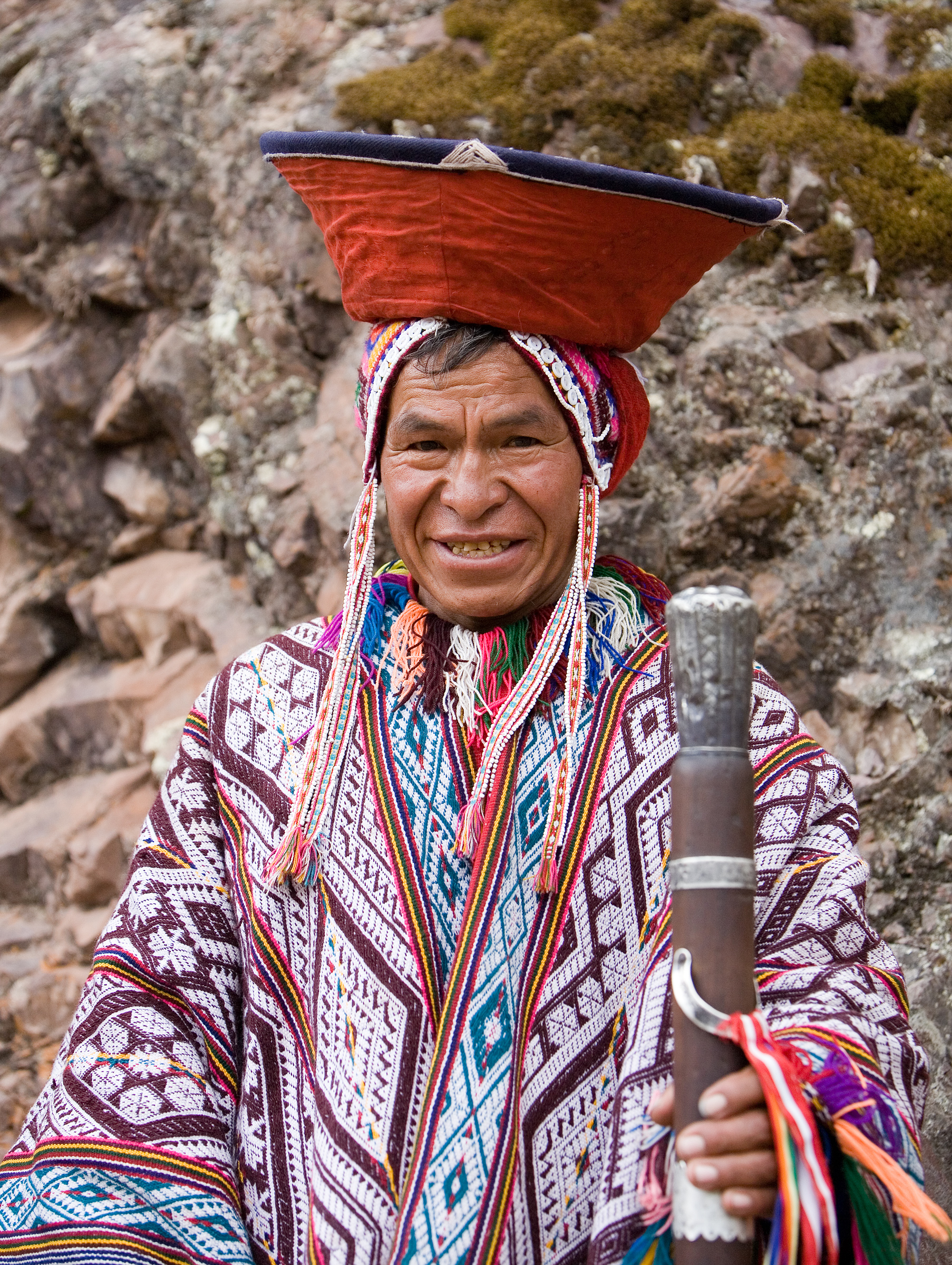
克丘亞男子穿著斗篷式外套

克丘亞婦女喜歡穿著顏色鮮豔多樣的服飾，再搭配上一頂圓頂硬禮帽，這種帽子在1920年代被英籍鐵路工人帶至拉丁美洲，並開始被克丘亞人婦女及艾馬拉人婦女戴用，即使到了今天仍可以看到她們佩戴這種帽子；克丘亞傳統帽子則是各色的草帽及羊毛帽，但在安地斯山脈最寒冷的高原上，人們也會配帶一種具有耳扇的羊毛毛線帽，耳扇能夠使耳朵保持溫暖，通常在這上面也有著美麗的幾何圖形。

克丘亞婦女的傳統民族服裝是西班牙殖民時期前及在西班牙殖民時期農作服裝的融合體，在一些特定地區，克丘亞女人開始穿著西式服裝，而現在年輕克丘亞男子也大多穿著西方樣式的服飾，在這些服飾中屬合成纖維足球衫及寬鬆長運動褲最受歡迎，較年長的男人則仍穿著稱為bayeta的傳統羊毛製過膝黑褲，在較正式的場合男人會再加上一件羊毛製背心稱為chaleco，每件背心都有非常豐富的裝飾藝術；工作時，人們則會將稱為chumpi的手工編製腰帶繫上，以防止農忙造成的腰部痠痛。

克丘亞男人最具特色的民族，服飾是斗篷式外套，幾乎每個克丘亞男人及男孩都有一件這樣的外套，此種外套通常是紅色的並有著複雜精細的圖樣在上頭，而每個地區皆擁有不同的圖樣，在祕魯的一些地區例如：Huilloc、Patacancha和Lares Valley的村落裡，斗篷式外套被當作每天的衣著，但在大部分的地區斗篷式外套只有在出席一些特別的場合才會被穿著，例如：節慶、村落聚會或婚禮等。

### 食物

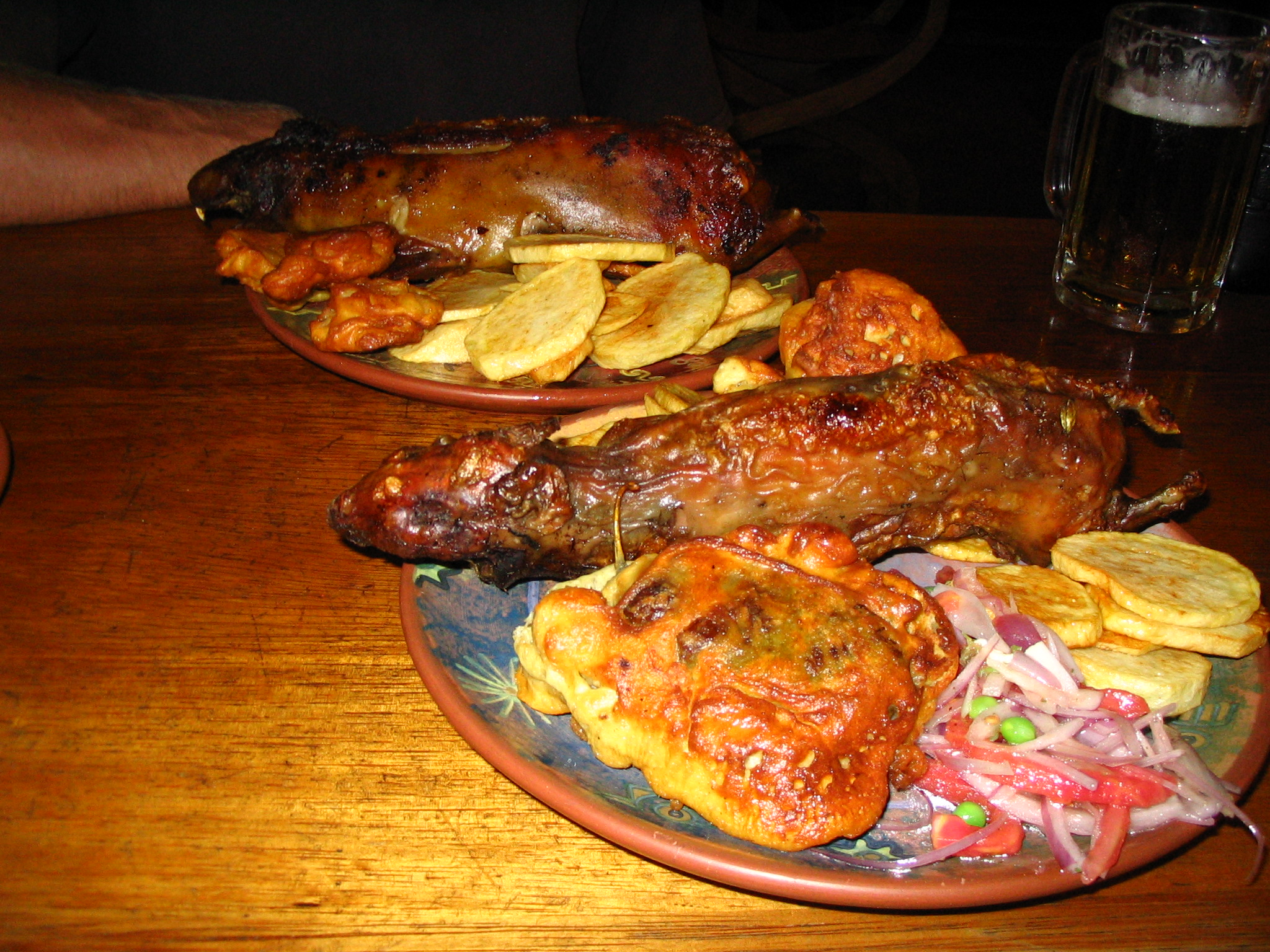
天竺鼠為克丘亞人食物來源之一

印第安人早在4500年前便首先栽培了玉米、馬鈴薯、木薯、可可等農作物，而這些作物到今日仍繼續地在克丘亞人的土地上生長，其中馬鈴薯與藜麥是現今克丘亞人的兩大主食，而他們的日常菜餚還包括馬鈴薯燉肉，並佐以辣椒、芫荽及花生。

天竺鼠則是另一種當地的佳餚，通常僅在特殊節慶時才會宰殺食用，而早在印加帝國時期前天竺鼠就已經被當作蛋白質的重要來源之一。

### 運動
克丘亞人在運動領域並沒有特別專攻處，但由於他們的社會受到各種異文化的影響，克丘亞人也特別喜愛某些類別的運動，例如：足球與排球。

## 信仰與節日
由於克丘亞人的歷史背景，他們的宗教信仰融合了本地泛靈信仰（包含薩滿教、圖騰崇拜、守護神崇拜、星月日崇拜）及天主教的元素，他們會慶祝聖誕節、復活節等重要的天主教節慶，但也不曾丟失他們自己傳統的節日。

天主教與傳統信仰兩個宗教元素各自對克丘亞族產生不同的影響，傳統宗教最顯著的影響是它讓克丘亞人相信有一股超自然力量在支配著人類的日常活動，例如氣候及身體狀況，而這使得採用農業經濟的克丘亞人與他們的信仰產生一種功利交換的關係，例如克丘亞人認為藉由奉獻祭品給掌控命運的超自然力量，他們便可以擁有神靈的庇佑，而不僅僅只是擔心厄運的來襲，通常在喝酒時，克丘亞人習慣將第一口酒獻給他們的大地之母帕查瑪瑪(Pachamama)。

在安地斯的宗教傳說中神明是擁有人性的，因此他們也會因為彼此間的愛恨爭鬥或者親密，基本上安地斯傳統宗教對於信仰者來說有兩層涵義，第一是宗教活動增進了社會凝結力，第二個則是神的人性使人與神之間的連結更為接近，神的所作所為就是人類日常生活的投射。

### 太陽祭

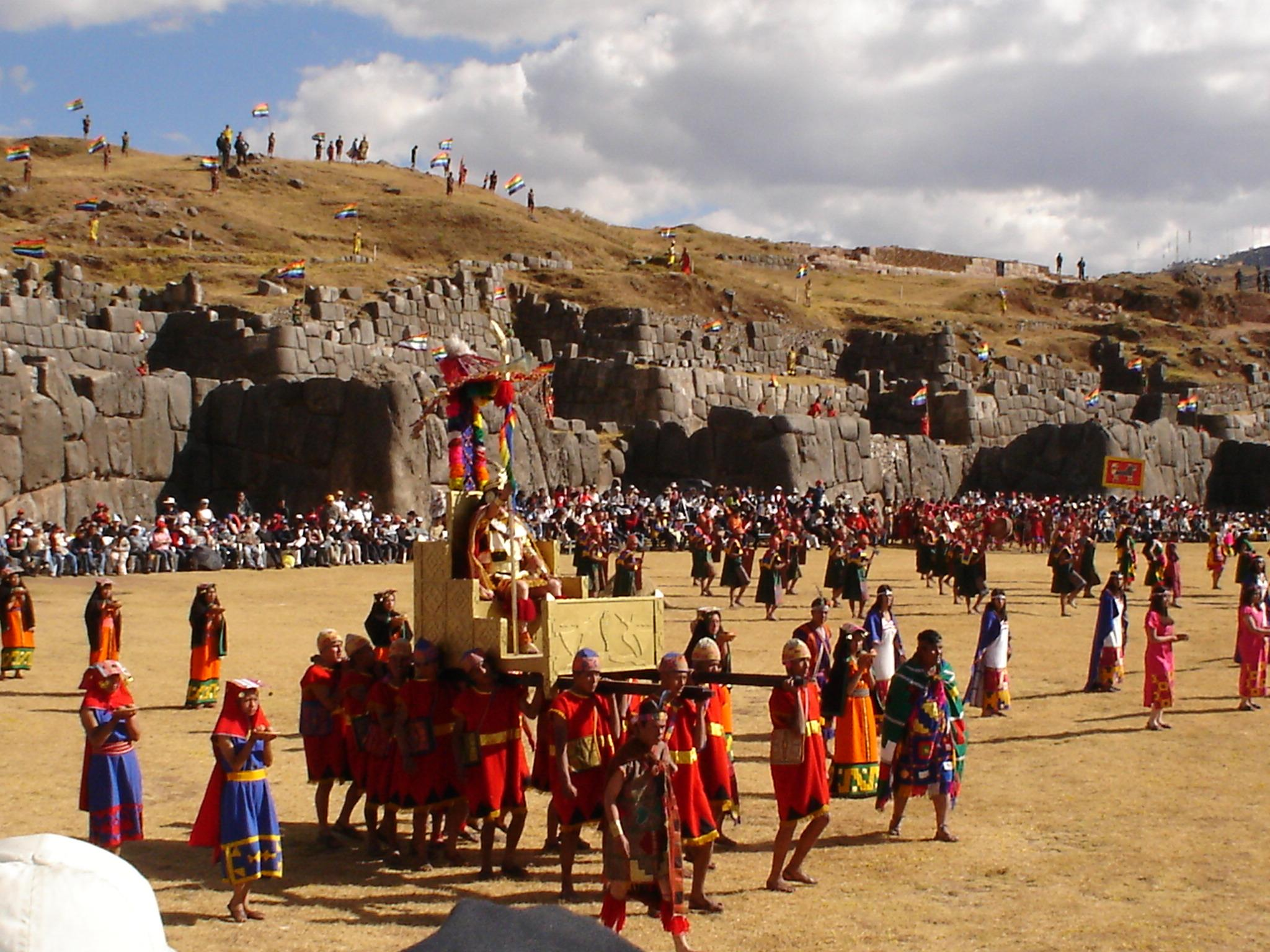
印加帝國太陽祭盛況的重現

在今日的祕魯庫斯科，印加太陽祭（克丘亞語：Inti Raimi，意思是「太陽的復活」或「太陽的路徑」）依舊在每年的6月24日也就是冬至舉行，每每吸引來自世界各地數以千計的遊客前來參觀，在祭典中眾人會享用佳餚美酒以及跳舞，一隻駱馬也會在當天被宰殺獻給太陽神印地（克丘亞語：Inti），而太陽祭能夠表達兩種文化的含意，一個是克丘亞人對於太陽神的崇拜，另一個則是克丘亞人對於天文學曆法的了解。

### 仁慈聖母紀念日
克丘亞人最為人熟知的節慶是仁慈聖母紀念日(La Virgen de las Mercedes festival)，又稱聖梅爾賽日，是一個天主教節日，慶典一年舉辦一次，時間共兩天。

仁慈聖母又稱聖梅爾賽，是西班牙巴塞隆納兩個守護神中的其中一個，巴塞隆納在1687年遭到蝗災，人們便向聖梅爾賽求助，在她的幫助下，災難才有驚無險地結束，巴塞隆納市議會於是將聖梅爾賽封為這個城市的守護神，而在1868年，教皇正式將聖梅爾賽封為巴塞隆納的保護神，到1902年，Francesc Cambó在他的執政時期開始大力推廣聖梅爾賽日。

## 藝術與文學

### 紡織品
克丘亞族可說是天生的編織者，因此他們最重要的手工藝品就是紡織品，在安地斯地區可以見到婦女們成天都在紡羊毛製品，甚至她們等公車時都能見到她們手不停地在紡紗，至今婦女們仍使用傳統的紡紗機製作駱馬及羊駝的毛織品，在今天蓬勃發展的旅遊業與出口貿易使得這些紡織品的需求量大增。

### 神話

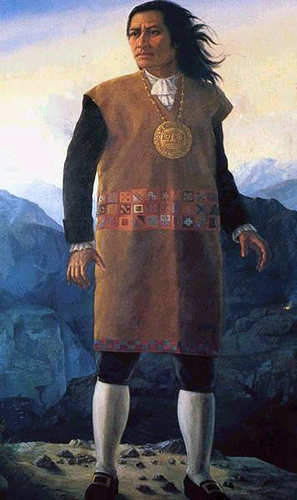
圖帕克·阿馬魯二世

印加神話大多描述了印加帝國被征服的挫敗感，1532年印加帝國被征服後，印加國王從庫斯科撤退到比爾卡班巴，他們在那裏抵擋西班牙的入侵將近50年，但在1579年最後一位反叛者圖帕克·阿瑪魯二世被西班牙軍隊俘虜並且殺害，西班牙人將他的頭顱插在一根長矛上並放置在庫斯科的廣場上，以警告那些想要反抗的人民，但奇怪的是他的頭卻不見了，西班牙人稱是他們將頭顱埋起來了，但印加人相信他的身體會慢慢長回來，而當他的身體齊全以後，他將會帶領所有的印加人收復印加失土。

在今天古代印加神話仍以口傳的方式在克丘亞社會中流傳，而這些神話清楚地描繪了克丘亞民族的起源及他們的自然環境。

### 音樂
安地斯山脈中部的特殊音樂稱為huayno，細心聆聽huayno的歌詞可以回憶以往印地安人的山村生活，也可以感受到印地安人對於家鄉的依戀與親密，在今日演奏huayno的樂器仍舊沿襲傳統樣貌包括鼓、笛子以及charrango（一種安地斯地區特有曼陀林，音箱傳統上以犰狳或烏龜殼製成），而近來huayno在都市地區有越來越受歡迎的趨勢。

## 現況

### 社會問題
總體來說，目前克丘亞族最大的現狀困難，與全球化以各種面向侵入當地社會有極大關係，全球化所帶來的資本主義、西方主流文化等皆嚴重影響克丘亞人民的傳統價值觀、生活習慣，甚至進而影響到他們對於自我文化的認同感。

西方殖民在南美印地安人的居住地留下許多迫害的遺毒，印地安人普遍生活貧困，文化水平較當地白人差，社會地位低下。他們在教育、職業、居住等方面都受到種族限制，大多在農場、牧場、礦山從事勞力工作，隨著各國工業化的發展，印第安人進入大中城市謀生的日益增多。

印第安人主要產業為農業，因此當今拉丁美洲各政府的土地政策對於當地印地安人的生活狀況其影響甚大，在殖民國離開拉丁美洲後，土生白人地主仍擁有絕大部分土地資源，而這使得經濟利益仍然集中在此些既得利益者手中，而拉美國家獨立以來曾進行過多次土地改革，但由於種種原因，土改進行得很不徹底，至今「耕者無其田」的現象仍十分嚴重。

為應對全球化浪潮，拉美各國開始積極調整產業結構，大力引進外資和開發內地資源。隨著開發熱浪的掀起，國內外的墾殖者、伐木公司、採礦企業紛紛擁入當地，肆意侵佔印第安人的合法土地，而失去了土地，印第安人便一無所有，因此在玻利維亞、秘魯、厄瓜多、瓜地馬拉、墨西哥等國，印第安人與貧困者成了同義詞。

在文化教育方面，印第安人居住區缺少教學設備、資金和師資，特別是既懂印第安語又懂西班牙語的雙語師資嚴重不足。據最新資料顯示，克丘亞人和艾馬拉人的文盲率分別高達92%和94%。而女性受教育的機會則更少。

少數受過高等教育的高知識社會菁英，則開始組織自己的政治﹑文化團體，爭取在社會中生存的權利，反對種族歧視，日益重視保存印第安人文化傳統，泛印第安運動已經蓬勃地開展起來。

而計有超過兩千名克丘亞婦女在1990年代阿爾韋托·藤森的強迫絕育政策下，遭到強迫結紮，玻利維亞籍導演Jorge Sanjines曾在他在1969年發表的作品Blood of the Condor中探討這個議題。

### 家庭問題
綜觀整個安地斯山脈中部，男性酗酒問題是一個嚴重的社會問題，在克丘亞社會的節慶或聚會社交場合中，除了享用美食與樂舞外，喝酒助興是一個被允許且被期待的行為，但非常不幸的是，這種過量飲酒習慣通常會延續到日常生活中並為家庭關係與家庭經濟帶來負面影響，更會引起嚴重的家庭暴力問題。

## 著名人士
- 班傑明·布拉特：二分之一克丘亞血統，美國知名男演員。